# Torfowiska nad Prosną
Torfowiska nad Prosną este o arie protejată (sit de importanță comunitară — SCI) din Polonia întinsă pe o suprafață de 93,16 ha, integral pe uscat.

## Localizare
Centrul sitului Torfowiska nad Prosną este situat la coordonatele 51°22′35″N 18°11′32″E / 51.3765°N 18.1921°E.

## Înființare
Situl Torfowiska nad Prosną a fost declarat sit de importanță comunitară în decembrie 2012 pentru a proteja 1 specie de plante.

## Biodiversitate
Situată în ecoregiunea continentală, aria protejată conține 1 habitat natural: Mlaștini alcaline.
La baza desemnării sitului se află o specie protejată de  plante: moșișoare (Liparis loeselii).
Pe lângă speciile protejate, pe teritoriul sitului au mai fost identificate 1 specie de plante.